# Восточный Сосык
Восточный Сосык — хутор в Староминском районе на севере Краснодарского края.
Административный центр Куйбышевского сельского поселения.

## География

### Улицы
- ул. Выгонная,
- ул. Зелёная,
- ул. Красная,
- ул. Кубанская,
- ул. Мира,
- ул. Набережная,
- ул. Пионерская,
- ул. Садовая,
- ул. Советская,
- ул. Школьная,
- ул. Южная.

## Население
| 2002 | 2010  |
| ---- | ----- |
| 1171 | ↘1163 |